# پیشاتاریخ ارمنستان

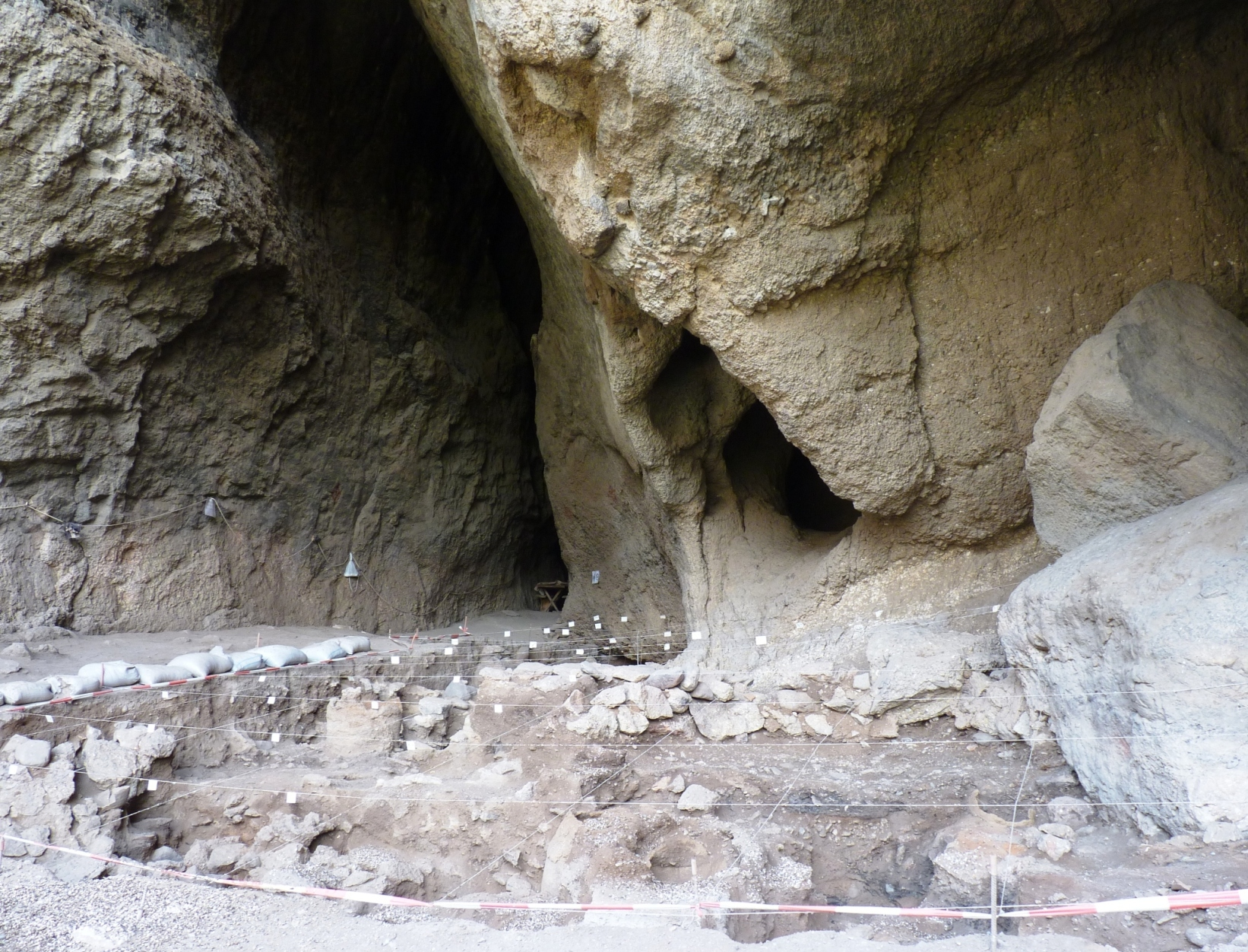
مجموعه غار آرنی-۱ در روستای آرنی در استان وایوتس‌جور

قسمت مهم عصر حجر یعنی فاصله زمانی صدهزار ساله را دوران پارینه سنگی تشکیل می‌دهد. این نظریه که در دوران پارینه سنگی سرزمین کوهستانی ارمنستان خالی از سکنه بوده‌است، با کشف آثار و ابزار مربوط به عصر دیرینه یا پارینه سنگی در مناطق فلات اکنون به‌طور قطع رد می‌شود.
به خصوص در ارمنستان در حوالی کوه آرتنی، آرگونی، تپه‌های هاراو (جنوبی) در حوالی آرزنی و در جاهای دیگر، مجموعه ابزارهای به‌دست آمده حائز اهمیت است. این اشیاء نشان دهنده این هستند که «فلات ارمنستان در زمره مناطق قدیمی مسکونی قرار دارد؛ و فعالیت انسان به‌طور مداوم در هر سه مرحله عصر هجر یعنی پارینه سنگی و میان سنگی و عصر سنگ ادامه داشته‌است.»
در حدود ۱٬۴۰۰ پیش از میلاد، از مصنوعات آهنی در قلمرو هیتی‌ها در ارمنستان کنونی استفاده می‌شد که این به عنوان نخستین شواهد مصرف این عنصر است.

## تاریخ

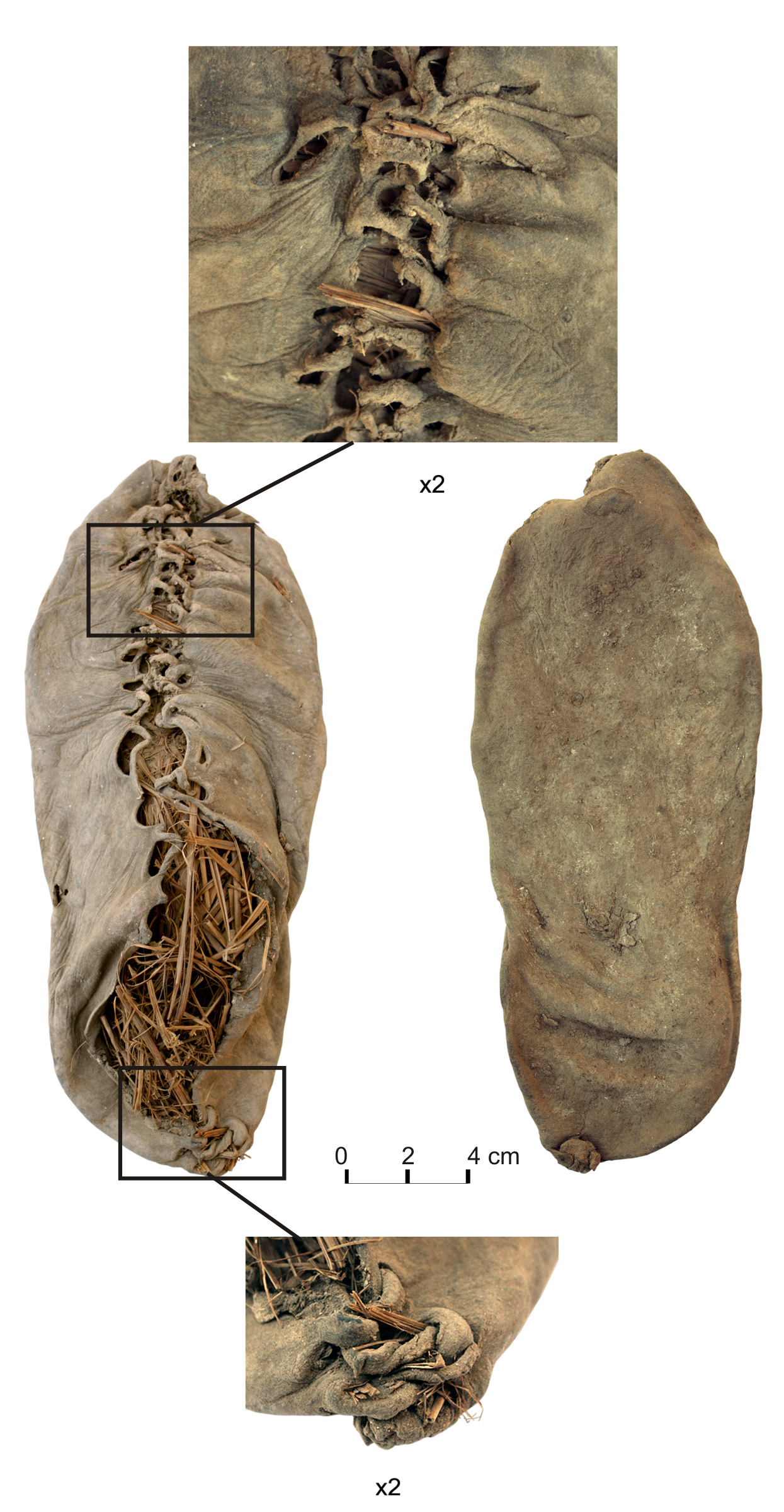
قدیمیترین کفش چرمی جهان یافته شده در غار آرنی ۱ (کفش آرنی-۱) که مربوط به ۵۵۰۰ سال قبل می‌باشد در سال ۲۰۰۸ در غار آرنی ۱ ارمنستان یافت شد.

دوران منتج از پارینه سنگی تا عصر سنگ در ارمنستان با یک سری مناطق مسکونی جلوه می‌کند که تاریخ آن‌ها به دوران بین اواسط هزاره هفتم تا اواسط هزاره پنجم (پیش از میلاد) برمی گردد. هنر کاربرد سنگ به حد تکاملی خود رسیده‌است. ابزارها صیقل داده می‌شوند. تبرهای دسته دار سنگی امکان ساختن وسایل نقلیه نظیر ارابه و قایق را می‌دهند. کشاورزی و دامپروری که در دوران قبل شروع شده بود دوران ترقی خود را می‌گذرانند. مناطق مسکونی حرفه‌ای به وجود می‌آیند. اولین ظروف سفالی البته هنوز به‌طور زبر و زمخت ولی با پیشرفت سریع ساخته می‌شود. اقوام متشکل از طوایف به نوبه خود در واحدهای بی‌ثبات قومی جمع می‌شدند.

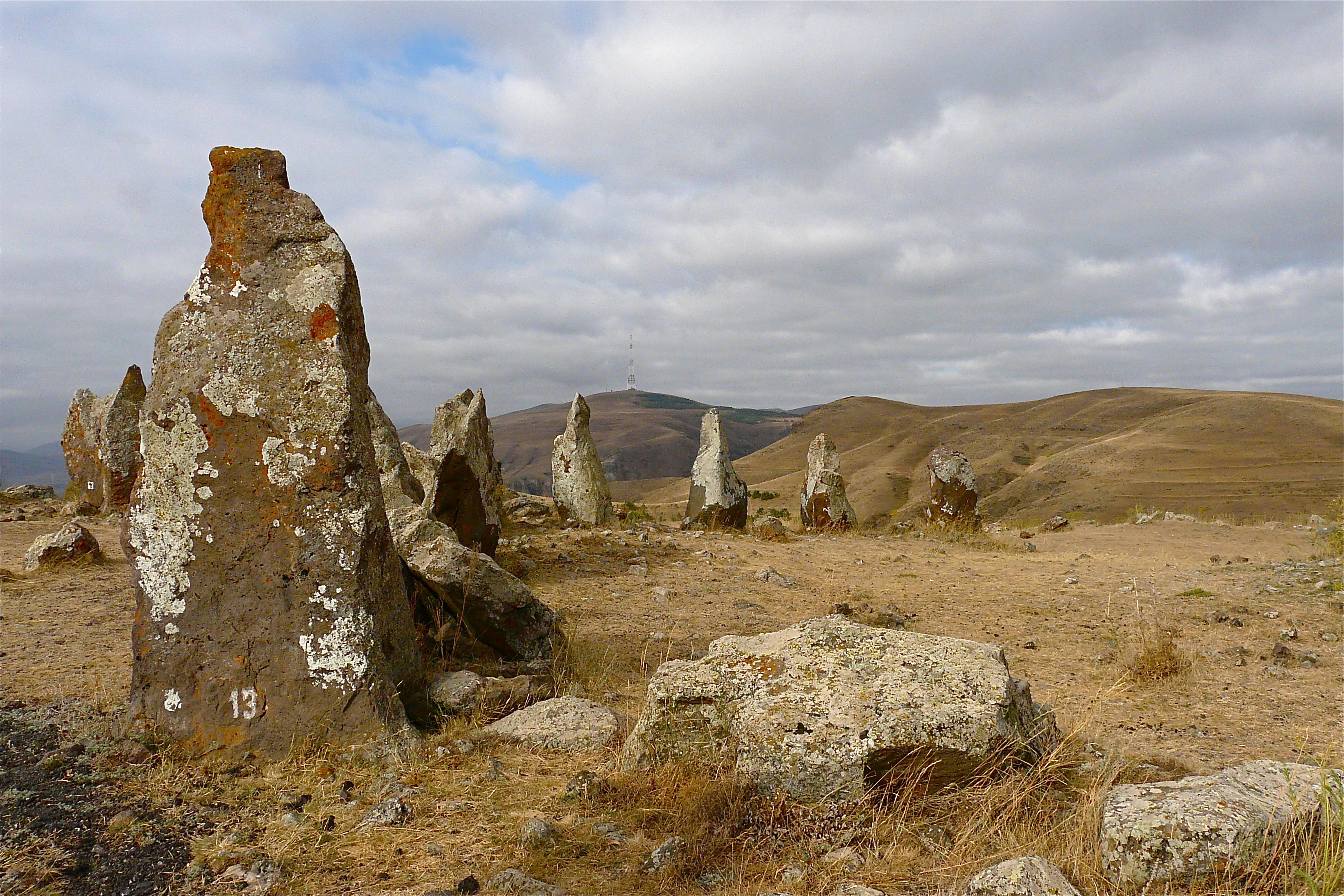
کاراهونج

دوره بعدی دوره مس‌سنگی که در ارمنستان تاریخ آن بین اواسط هزاره پنجم تا هزاره چهارم قبل از میلاد است و با شکل‌های اولیه کشاورزی و دامپروری به پایان می‌رسد و وسایل گوناگون برای استفاده از زمین و محصولات ساخته می‌شود. بز اهلی و گوسفند، خوک، حیوانات بزرگ شاخدار (که به عنوان نیرویی برای کشیدن و حمل و نقل استفاده می‌گردند) پرورش داده می‌شوند، کتان بافی از نخهای پشمی و علفی به وجود می‌آید. سفالگری ترقی می‌کند. مهم‌ترین پدیده این دوران استفاده از فلزات و ابتدا مس، که زود ذوب می‌شود و قابلیت چکش خوری دارد، به موازات کاربرد سنگ انجام می‌شود. بنابرین به‌طور موقت شکل‌های ابزار سنگی چند برابر می‌شود. از ویژگی‌های دوران عصر مس سنگی آغاز ارتباط وسیعتر بین مناطقی است. مخصوصاً جمعیت فلات ارمنستان شروع به تحت اثر قرار گرفتن از اجتماعات پیشرفته تر در سوریه شمالی و میان رودان می‌کند که به صورت اشکال مشابه ظروف سفالی متجلی می‌شود.
سپس هزاره سوم قبل از میلاد حداقل در اجتماعات پیشرفته آن زمان دوران تشکیل حکومت است. حکومت مصر و سومریان و اکد، در جلگه‌های دجله و فرات با کتابت و تمدن عالی خود به وجود می‌آیند. تمدن آن‌ها به‌طور وسیع در کشورهای همجوار من جمله فلات ارمنستان اثر می‌گذارد. در همین زمان در آنجا نظام قبیله‌ای حکمفرماست که دچار تحول می‌گردد، یعنی نظام مادرسالاری جای خود را به نظام پدرسالاری می‌دهد که مطابق آن اولاد آن‌ها به‌شمار شجره نامه پدری در می‌آیند و نه مادری. این پدیده و دگرگونی مربوط به رشد تولیدات مادی و در موازات آن‌ها بیشتر شدن نقش مردها در کارهای اقتصادی و اجتماعی است. در اواخر هزاره طبقه‌بندی دارایی‌ها جدا و مقتدر شدن بزرگان قوم بچشم می‌خورد.
هزاره‌های دوم و سوم قبل از میلاد در کوهستان ارمنستان دوران مفرغ است که به سه مرحله قدیم (هزاره سوم)، میانی (قرون ۲۰–۲۴) و نوپا-پیشرفته (قرون ۱۰–۱۳) تقسیم می‌شود. در این دوران نیروهای تولیدی اجتماعات دارای روند ترقی بیشتری می‌شود. کشاورزی با گاوآهن انجام می‌گیرد، بهره جویی از امکانات اولیه آبیاری خاک‌ها که براساس آن باغداری پیشرفت می‌کند رواج می‌یابد. پرورش اسب و حیوانات دیگر در حیطه دامپروری قرار می‌گیرند. حرفه‌ها تقسیم گردیده و تخصصی می‌شوند. توأم با سوابق قدیمی و غنی سنگ‌تراشی و سفالگری، پیشرفت‌های شایانی در فلزکاری انجام می‌شود. مفرغ یعنی آلیاژ مصنوعی مس و قلع ماده اصلی آن می‌گردد که به‌علت استحکام و برندگیش بیشتر استفاده می‌شود. ابزارها وسایل زندگی و زینت آلات برونزی متنوع تر می‌گردند و اسلحه‌سازی به عنوان حرفه ویژه‌ای رواج پیدا می‌کند.
بازار زرگری رونق می‌گیرد و زیور آلات طلائی، نقره‌ای و سنگ‌های قیمتی عرضه می‌کند. کاربرد چوب و پوست، پارچه بافی و حرفه‌های دیگر به سطح عالی می‌رسند. بقایای تولیدات مربوط به دوران، به وفور در مناطق کوهستان ارمنستان، ناحیه شنگاویت و قبرهای محتوی اشیاء فراوان (وانادزور، لچاشن)پیدا شده‌اند. این ابزار و نیز تصویرهای پیدا شده بر دیواره سنگ‌های کوه‌های ارمنستان، نشانگر جریان پیشرفت اجتماعی، مذهبی است که تا انحطاط نظام‌های اجتماعی قبل از تاریخ سیر می‌کند.
بهترین زمین‌های شخم، گله‌های عظیم احشام و ثروتهای دیگر در دست بزرگان قوم قرار دارد. در دوران میانی و جدید عصر مفرغ قبرهای نمایندگان این قشر و به خصوص بزرگان قوم با شکوه و جلال بچشم می‌خورد و شامل اشیاء مختلف ارابه‌های مجلل و تزئین شده و سلاح‌ها و تزئین آلات گرانبها و بعد اسکلتهای نوکرانشان که با اربابانشان دفن شده‌اند، است. اجتماع در جهت ایجاد طبقات سیر می‌نمود.
تجسمات ساده مذهبی در دوران قبل از تاریخ تبدیل به سیستم‌های پیچیده می‌شوند که در آن نیروهای طبیعت و پدیده‌های جوی اعتقادات نیاکان، اعتقادات شکار و میوه کاری، خدایان انسان گونه یا حیوان گونه را به وجود می‌آورند. دژهای عظیم سنگی در این دوران رواج فراوانی پیدا می‌کنند و نشانگر برخوردهای جنگی بین اقوام می‌باشند. این اوضاع هم موضع بزرگان قوم‌ها را هر چه بیشتر مستحکم می‌کنند، دوران تشکیل حکومت فرا می‌رسد.
در اواخر هزاره دوم قبل از میلاد استفاده از آهن شروع می‌شود که با خواص فوق‌العاده خود به پیشرفت نیروهای تولیدی شتاب جدید و محکمی داده به رونق و ترقی تمدن بشری منتج می‌گردد.